# 新潟県道387号吉水大和線
新潟県道387号吉水大和線（にいがたけんどう387ごう よしみずやまとせん）は、新潟県魚沼市より発し南魚沼市へ至る一般県道である。

## 概要

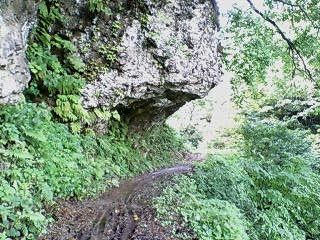
新潟県道387号

起点終点付近の集落内においてはセンターラインのある片側1車線の整備済み区間が続くが、その中間たる岩山地内において未整備区間及び不通区間を有す。

### 路線データ
- 起点：新潟県魚沼市吉水字一ノ坪（国道252号交点）
- 終点：新潟県南魚沼市五箇字町屋（国道17号交点）

## 地理

### 通過する自治体
- 新潟県魚沼市
- 新潟県南魚沼市

### 接続する道路
- 国道252号
- 新潟県道567号大石原線
- 国道17号
- 新潟県道232号浦佐小出線 終点部にて国道17号を挟み接続。